# Шиповка (Калининградская область)
Шиповка — посёлок при одноимённой ж/д-станции в Светловском городском округе Калининградской области.

## География
Посёлок Шиповка расположен на западе области, на западе Самбийского полуострова, в 9 км к северо-востоку от города Светлого (по дорогам). Ж/д-станция Шиповка находится в 22 км к западу от областного центра, города Калининграда, в 25 км к северо-востоку от города Балтийска на перегоне Калининград—Балтийск.

## История
В годы Второй Мировой войны за населённый пункт велись ожесточённые бои.
5 февраля 1945 года Повайен был взят войсками 39-й армии. 19 февраля немецко-фашистские войска внезапно ударили по войскам 39-й армии с двух сторон. За три дня ожесточённых кровопролитных боев противнику удалось потеснить советские войска, понесшие значительные потери, и создать коридор, связавший гарнизон Кёнигсберга с Земландской группировкой. Многие населённые пункты, занятые до этого РККА, пришлось оставить, в том числе и Повайен.
16 апреля 1945 года Повайен был взят во второй раз.
По итогам Второй Мировой войны Повайен вкупе с северной частью Восточной Пруссии (ныне Калининградская область) передан в состав СССР, в 1946 году переименован в Шиповку.

## Население
| 2002 | 2010 |
| ---- | ---- |
| 41   | ↘38  |